# دورا بريا
دورا بريا (بالإنجليزية: Dora Bria) (2008-1958) هيَ بَطلة رُكوب القوارب الشراعية في البَرازيل سِت مرات على التَوالي.
كَانت دورا بريا معروفة على مستوى البرازيل في ركوب القوارب الشراعية، فقد فازت بالبطولة الوَطنية ست مرات بين عامي 1990-1995، وفازت أيضاً بثلاثة ألقاب على مستوى أمريكا الجنوبية.
وُلدت دورا في 19 تموز 1958، وفي يوم الثُلاثاء المُوافق 22 كانون الثاني مِن عام 2008 تَحطمت شاحِنَتُها الصغيرة بِها في ولاية ميناس جرايس وهيَ في طريقها إلى بلدها الأصلي ريو دي جانيرو.

## المَراجع
1. ↑  Windsurfing champion dies in car accident_English_Xinhua نسخة محفوظة 20 مايو 2016 على موقع واي باك مشين. "نسخة مؤرشفة". مؤرشف من الأصل في 2016-05-20. اطلع عليه بتاريخ 2015-12-13.{{استشهاد ويب}}:  صيانة الاستشهاد: BOT: original URL status unknown (link)

## روابط خارجية
- صَفحة لتكريم دورا بريا على الإنترنت.